# Agassizia
Agassizia is een geslacht van zee-egels uit de familie Prenasteridae.

## Soorten
Recent
- Agassizia excentrica A. Agassiz, 1869
- Agassizia scrobiculata Valenciennes, 1846

Uitgestorven
- Agassizia algarbiensis Da Veiga Ferreira, 1962 †
- Agassizia alveari Sánchez Roig, 1949 †
- Agassizia avilensis Sánchez Roig, 1949 †
- Agassizia camagueyana Weisbord, 1934 †
- Agassizia caobaensis Sánchez Roig, 1953 †
- Agassizia caribbeana Weisbord, 1934 †
- Agassizia cyrenaica Desio, 1929 †
- Agassizia flexuosa Sánchez Roig, 1949 †
- Agassizia guanensis Sánchez Roig, 1951 †
- Agassizia lamberti Palmer, 1949 †
- Agassizia pinarensis Sánchez Roig, 1952 †
- Agassizia regia Israelsky, 1924 †